# Absetzzange
Die Absetzzange ist ein Werkzeug aus der Blechbearbeitung, das zum Formen von Blechstücken an einer Verbindungsstelle dient.
Beim Verkleben, Verlöten oder Verschweißen zweier Blechstücke ist es zur Steigerung der Festigkeit oft erwünscht, ein Stück überlappend an das andere anzusetzen, ohne dass ein Absatz entsteht. Durch das Kröpfen des Blechrands können die Bleche höhen-bündig aneinanderliegen, so dass nach dem Füllen, Schleifen und Beschichten (Lackieren) der Stoßnaht letztlich die Ansatzstelle nicht mehr wahrnehmbar ist.
Dazu setzt man den Rand des einen Blechs im Überlappungsbereich etwa um die Dicke des anderen Blechstücks nach hinten ab. Dann kann das zweite Blechstück plan auf das erste aufgesetzt werden, also ohne dass es nach vorne heraussteht. 
Eine Absetzzange hat in den Wirkflächen den dazu passenden Absatz, d. h. die eine Hälfte der Wirkflächen ist etwas parallelversetzt zur anderen Hälfte ausgeführt. Wenn die Zange am Blechrand angesetzt und betätigt wird, wird ein Stück des Rands durch den Absatz in den Wirkflächen nach hinten gedrückt.
Ein typischer Anwendungsfall ist zum Beispiel die Instandsetzung einer Autokarosserie, wenn ein schadhafter Bereich herausgetrennt und durch ein Reparaturblech ersetzt werden soll. 

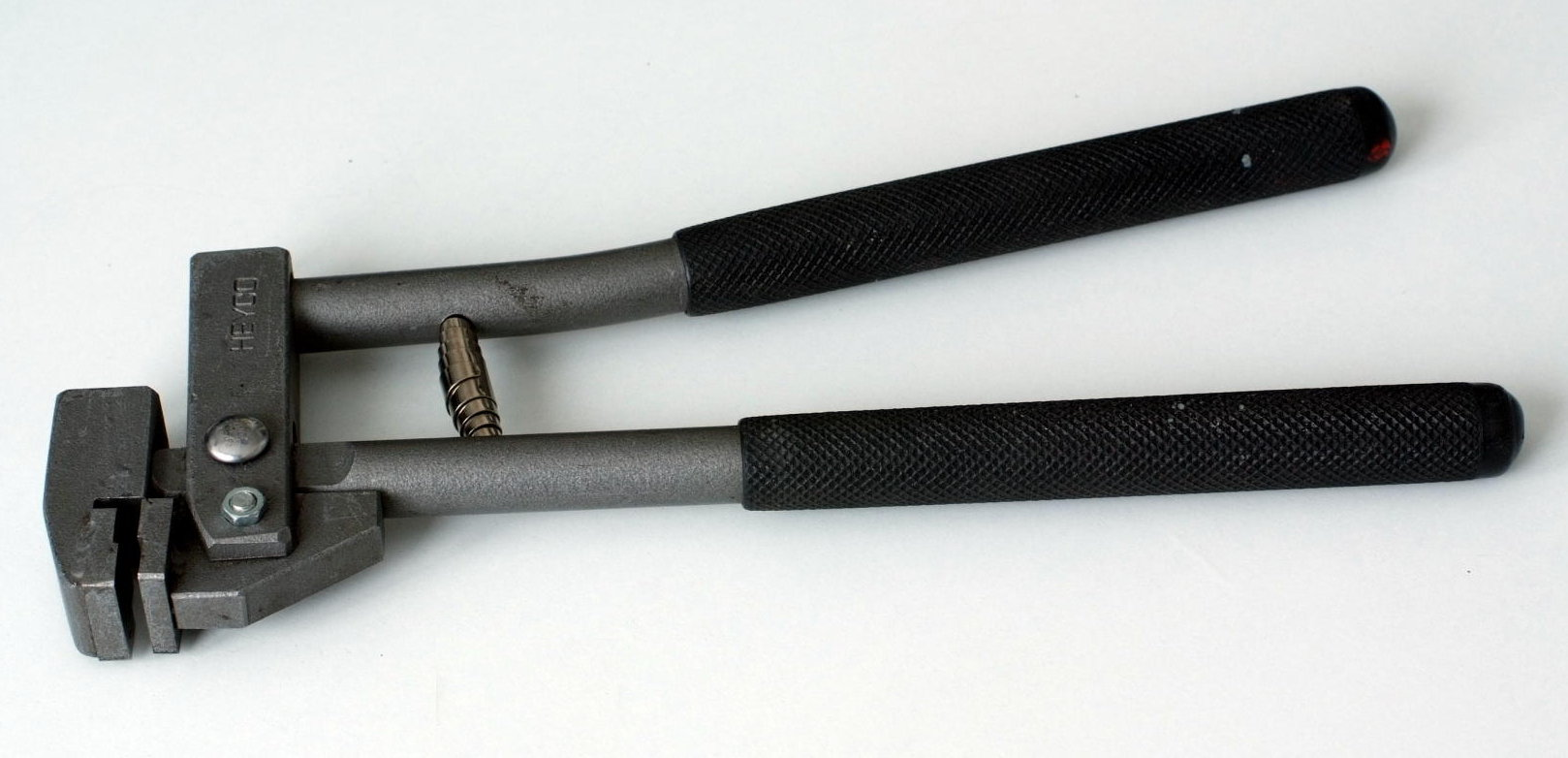
Absetzzange
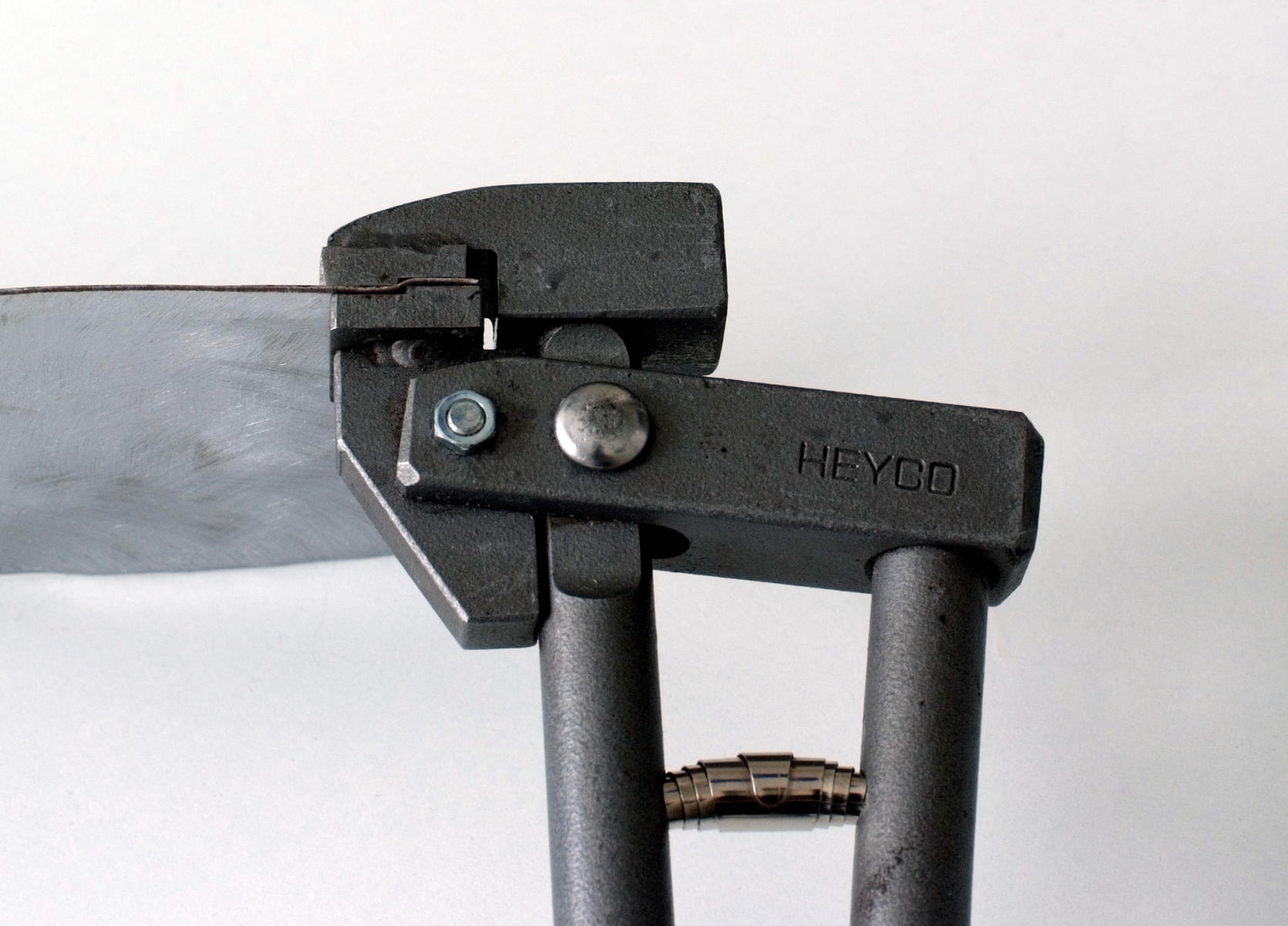
Charakteristische Form der Wirkflächen
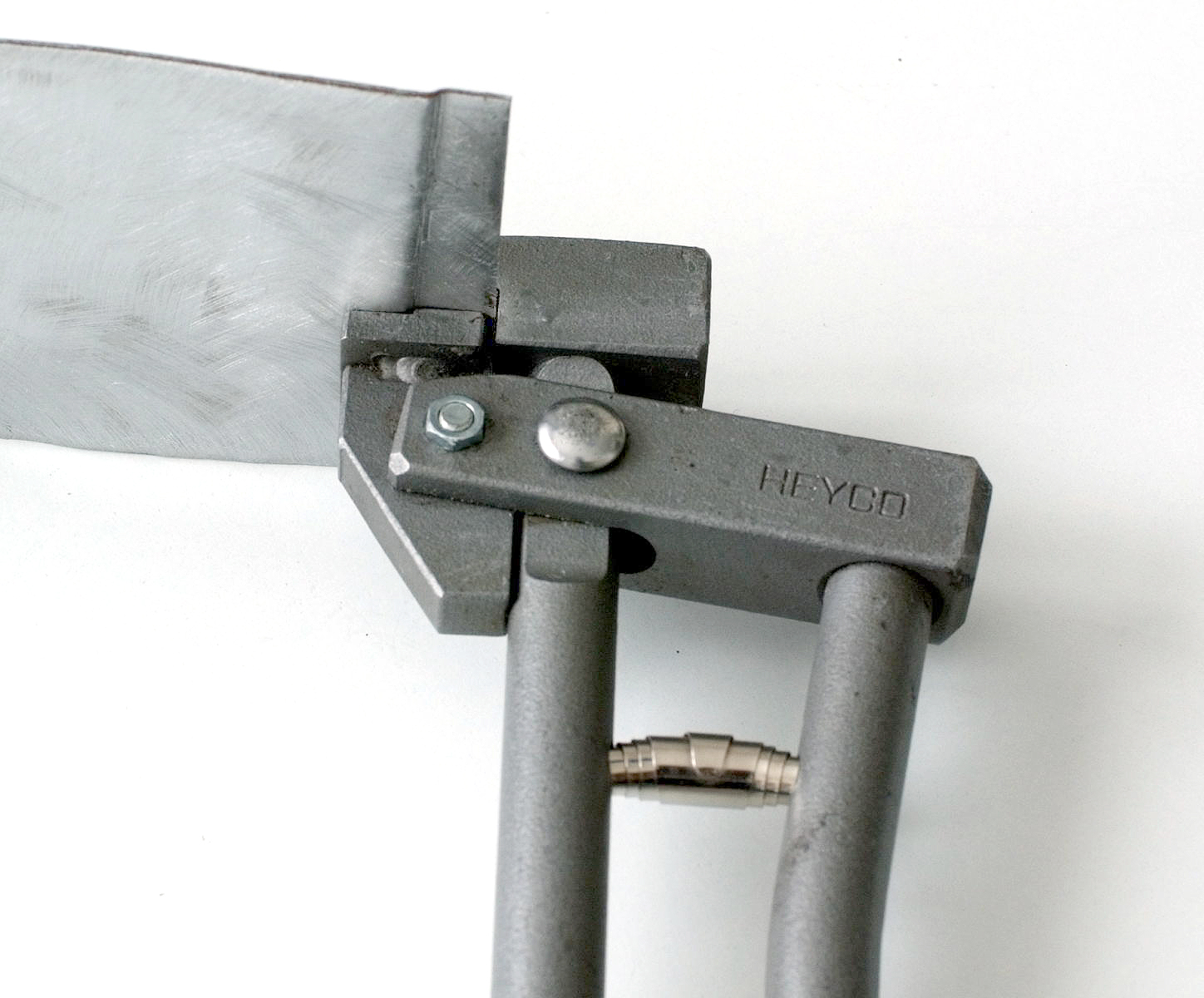
Absetzen einer Blechkante